# Tylophora pierrei
Tylophora pierrei är en oleanderväxtart som beskrevs av Julien Noël Costantin. Tylophora pierrei ingår i släktet Tylophora och familjen oleanderväxter. Inga underarter finns listade i Catalogue of Life.